# Vous (personnalité de l'année)
« Vous » avez été désigné en 2006, personnalité de l'année par le Time Magazine. Il récompense les millions d'internautes qui génèrent du contenu sur, par exemple, les sites comme les wikis (Wikipédia notamment), YouTube, Myspace, Facebook et plus généralement le Web 2.0,.
Alors qu'un statut existe déjà pour les objets inanimés, l'ordinateur personnel étant la « Machine de l'année » en 1982, ainsi qu'aux collections de personnes ou à un représentant abstrait d'un mouvement, le choix de Vous suscite les critiques des commentateurs de publications telles que The Atlantic, qui estiment qu'il s'agit d'un gadget de la culture pop,. Un article du New York Daily News de 2014 désigne le prix 2006 comme l'une des dix « Personnes de l'année » les plus controversées de l'histoire du Time.